# Wilcoxius acutulus
Wilcoxius acutulus är en tvåvingeart som beskrevs av Martin 1975. Wilcoxius acutulus ingår i släktet Wilcoxius och familjen rovflugor.
Artens utbredningsområde är Nicaragua. Inga underarter finns listade i Catalogue of Life.